# Olivia Borlée
Olivia Borlée, belgijska atletinja, * 10. april 1986, Woluwe-Saint-Lambert, Belgija.
Nastopila je na poletnih olimpijskih igrah v letih 2008 in 2016, leta 2008 je osvojila naslov olimpijske prvakinje v štafeti 4 × 100 m. Na svetovnih prvenstvih je osvojila bronasto medaljo v štafeti 4 × 100 m leta 2007.